# P. Bharathiraja
P. Bharathiraja (nombre de nacimiento: Chinnasaamy Periyamayathevar (Theni, 17 de julio de 1941) es un director de cine indio que trabaja principalmente en la industria cinematográfica tamil.
Mostró potencial de narrador desde una edad temprana. Es conocido por su retrato realista y sensible de la vida del pueblo en sus películas. Es muy conocido por su trabajo en 16 Vayathinile, Muthal Mariyathai, Vedham Pudhithu, Karuththamma, Kizhakku Cheemayile y Anthimanthaarai. Hasta 2007 había ganado seis premios National Film Awards, cuatro premios Filmfare South, dos premios Tamil Nadu State Film Awards y un premio Nandi.

## Carrera cinematográfica
Comenzó su carrera cinematográfica como asistente deL cineasta canarés Puttanna Kanagal. También trabajó como asistente con P. Pullaiah, Krishnan Nair, Avinasi Mani y A. Jaganathan. Su primera película, 16 Vayathinile (A la edad de 16), para la que escribió el guion, rompió la convención existente en ese momento para crear un nuevo género de cine del pueblo. La película es ahora considerada un hito en la historia del cine tamil. Esta película estaba destinada a ser una película de arte en blanco y negro producida con la ayuda de National Film Development Corporation, pero resultó ser una película en color de éxito comercial y un punto de partida para varias carreras importantes. Su siguiente película, Kizhake Pogum Rail, produjo resultados similares y, finalmente, generó críticas que decían que Bharathiraja era capaz de atender solamente al público de pueblo. Esto lo llevó a hacer Sigappu Rojakkal, cuya trama trata sobre un psicópata que odia a las mujeres y que estaba totalmente occidentalizado en términos de concepción y producción. Pero contrariamente a lo que algunos observadores esperaban, esta película tuvo un éxito de taquilla y todos coincidieron en que Bharathiraja había llegado para quedarse.
Bharathiraja confirmó su versatilidad y su negativa a estar atado a un género en particular con Nizhalgal (1980), una película experimental, y el thriller de acción Tik Tik Tik (1981). Pero sin duda, los temas rurales demostraron ser su fuerte, como sus mayores éxitos en la década de 1980; Alaigal Oivathillai (1981), Mann Vasanai (1983) y Muthal Mariyathai (1985) fueron fuertes historias de amor en el contexto de una aldea. Muthal Mariyathai fue protagonizada por Sivaji Ganesan interpretando a un jefe de aldea de mediana edad. Radha es una joven pobre que se muda a la aldea para ganarse la vida. El amor que une a estos dos humanos separados no solo por edad, sino también por casta y clase, es relatado por Bharathiraja con toques poéticos.
Vedham Pudhithu abordó el tema de las castas de una manera más contundente. La narrativa de la película fue perfecta, protagonizada por Sathyaraj como Balu Thevar. Contiene algunos de los toques característicos de Bharathiraja, así como varias escenas innovadoras. Sin embargo, sigue la tendencia antibrahmán común en las películas tamiles; en este sentido, se apartó de su anterior éxito Alaigal Oiyvadhillai, donde los factores de casta y religión recibieron un tratamiento más equilibrado. Bharathiraja ha logrado modernizar sus técnicas cinematográficas para la década de 1990. El éxito comercial de Kizhakku Cheemaiyile y los premios que obtuvo Karuththamma son testimonio de su capacidad para emocionar también a la generación más joven. Bharathiraja estuvo en el mismo escenario en 1996 para recibir otro Premio Nacional por Anthimanthaarai.
A finales de 1996 fue contratado para dirigir dos películas y en octubre se anunció Vaakkapatta Bhoomi, protagonizada por Sarathkumar. Al mes siguiente comenzó a trabajar en una película titulada Siragugal Murivadhillai, con Napolean, Heera Rajgopal y Prakash Raj en los papeles principales. Posteriormente, ambas películas fueron dejadas de lado. Planeaba revivir a Vaakkapatta Bhoomi con Cheran a finales de 2004, pero la colaboración no se materializó.
Su película de 2001, Kadal Pookal, ganó el Premio Nacional de Cine de ese año al mejor guion. El conocido director de cine tamil K. Bhagyaraj fue uno de sus directores asistentes. En 2008 hizo su debut televisivo con la serie Thekkathi Ponnu que se emitió en Kalaignar TV. Luego dirigió otras dos series, Appanum Aathaalum y Muthal Mariyathai, para el mismo canal.
A principios de 2016 se vio envuelto en una pelea legal con el director Bala sobre la realización de una película titulada Kutra Parambarai, aunque ninguno de los cineastas finalmente hizo sus respectivas películas. Más tarde comenzó a planear Kutraparambarai, una película protagonizada por el hijo del director Vasanth, Ritwik Varun, y el sobrino del actor Vikram, pero no llegó a rodarla. En 2018 dirigió la película November 8, iravu 8 maṇi (8 de noviembre, 8 p.m.), protagonizada por Vidharth, que narra los hechos que siguieron a la decisión de desmonetizar ciertos billetes en India.
Tiene planes de hacer cortometrajes con varios temas para atraer audiencias internacionales y ha completado su más reciente trabajo Kadal Pookal por el que ganó un premio nacional por mejor guion. El muy conocido director de Tamil Bhagyaraj fue uno de sus directores asistentes. También dirigió películas como Telugu, Kannada y Hindi.

## Lista de artistas de cine introducidos por Bharathiraja
Bharathiraja introdujo muchos actores y actrices de cine tamil, por ejemplo:
| - Goundamani - 16 Vayathinile - Sathyajith - 16 Vayathinile - Raadhika - Kizhake Pogum Rail - Sudhakar - Kizhake Pogum Rail - Bhagyaraj - Puthiya Vaarpugal - Rati Agnihotri - Puthiya Vaarpugal - Vijayashanti - Kallukkul Eeram - Aruna - Kallukkul Eeram - Vagai Chandrasekar - Kallukkul Eeram - Nizhalgal Ravi - Nizhalgal - Rajasekar - Nizhalgal | - Rohini - Nizhalgal - Vairamuthu - Nizhalgal (letrista de la canción "Ithu Oru pon Malai Poluthu") - Karthik Muthuraman - Alaigal Ooivathilai - Radha - Alaigal Ooivathilai - Thiyagarajan - Alaigal Ooivathilai - Pandiyan - Mann Vasanai - Revathi - Mann Vasanai - Miranjani - Mudhal Mariyadhai - Dheepan - Mudhal Mariyadhai - Ilavarasu - Mudhal Mariyadhai - Raja - Kadolara Kavithaigal | - Rekha Tamil Actriz-Kadolara Kavithaigal - Manivannan-Tax Parakkuthu - Ramaa - En uyir Thozhan - Babu - En uyir Thozhan - Ramesh - En uyir Thozhan - Napoleón - Pudhu Pudhu Nellu Naathu - Suganya - Pudhu Pudhu Nellu Naathu - Ruthra alias Aswini-Pudhu Pudhu Nellu Naathu - Rahul-Pudhu Pudhu Nellu Naathu - Ranjitha-Nadodi Thendral - Ponvannan - Karuthamma | - Theni Murugan - Karuthamma - Manoj Bharathiraja - Taj Mahal (película de 1999) - Riya Sen - Taj Mahal (película de 1999) - Uma Shankari-KadalPookkal - Sindhu Menon - Kadal Pookkal - Prathiksha - Kadal Pookkal - Bose Venkat-Meera Ilam - Priya montaña Kangalal Kaithu Sei - Vaseegaran - Kangalal Kaithu Sei - Rukmini Vijayakumar – Bommalattam |

## Premios

### Honores civiles
2004 - Padma Shri del Gobierno de la India.

### Premios Nacionales de Cine
- 1982 - Premio Nacional de Cine a la mejor película en telugu para Seethakoka Chiluka (Director)
- 1986 - Premio Nacional de Cine a la mejor película en tamil para Mudhal Mariyathai (Productor y Director)
- 1988 - Premio Nacional de Cine a la mejor película en otros temas sociales Vedham Pudhithu (Director)
- 1995 - Premio Nacional de Cine a la mejor película de bienestar familiar para Karuththamma (Director)
- 1996 - Premio Nacional de Cine a la mejor película en Tamil para Anthimanthaarai (Director)
- 2001 - Premio Nacional de Cine al mejor guion por Kadal Pookkal (director y escritor)

### Premios Filmfare del Sur
- 1978 - Al mejor director por Sigappu Rojakkal.

### Tamil Nadu Film Awards del Estado
- 1977 - Premio al mejor director por 16 Vayathinile.
- 1981 - Premio al mejor director por Alaigal Oivathillai.
- 2003 - Mejor película en el primer lugar Eera Nilam.

### Premios Nandi
- 1981 - Premio Nandi como mejor director por Seethakoka Chiluka.

### Otros premios
- Sur de la India Profesionales Cine: Premio al mejor técnico por Kallukkul Eeram.

## Controversias
Asistió a la conferencia del Día de los Héroes en Jaffna para apreciar su heroísmo y valor. Tamil Nadu presidente del Congreso Krishnasamy afirmó que se reunió con el líder del LTTE, Prabhakaran, acusado de planear el asesinato del ex primer ministro indio Rajiv Gandhi y quedó vetado en la India. 
Él organizó una protesta de artistas de Tamil Nadu, contra el estado indio de Karnataka por no liberar agua de Cauvery en Neyveli. Durante una entrevista televisiva con estrellas de cine como Sarath Kumar y Radhika asistió a la conferencia y se le culpó de utilizar el espacio para elogiar al actual primer ministro de Tamil Nadu Jayalalitha y lanzar ataques en contra de Rajinikanth y su etnicidad.
Bharathiraja devolvió su Padma Shri.